# Salinidade

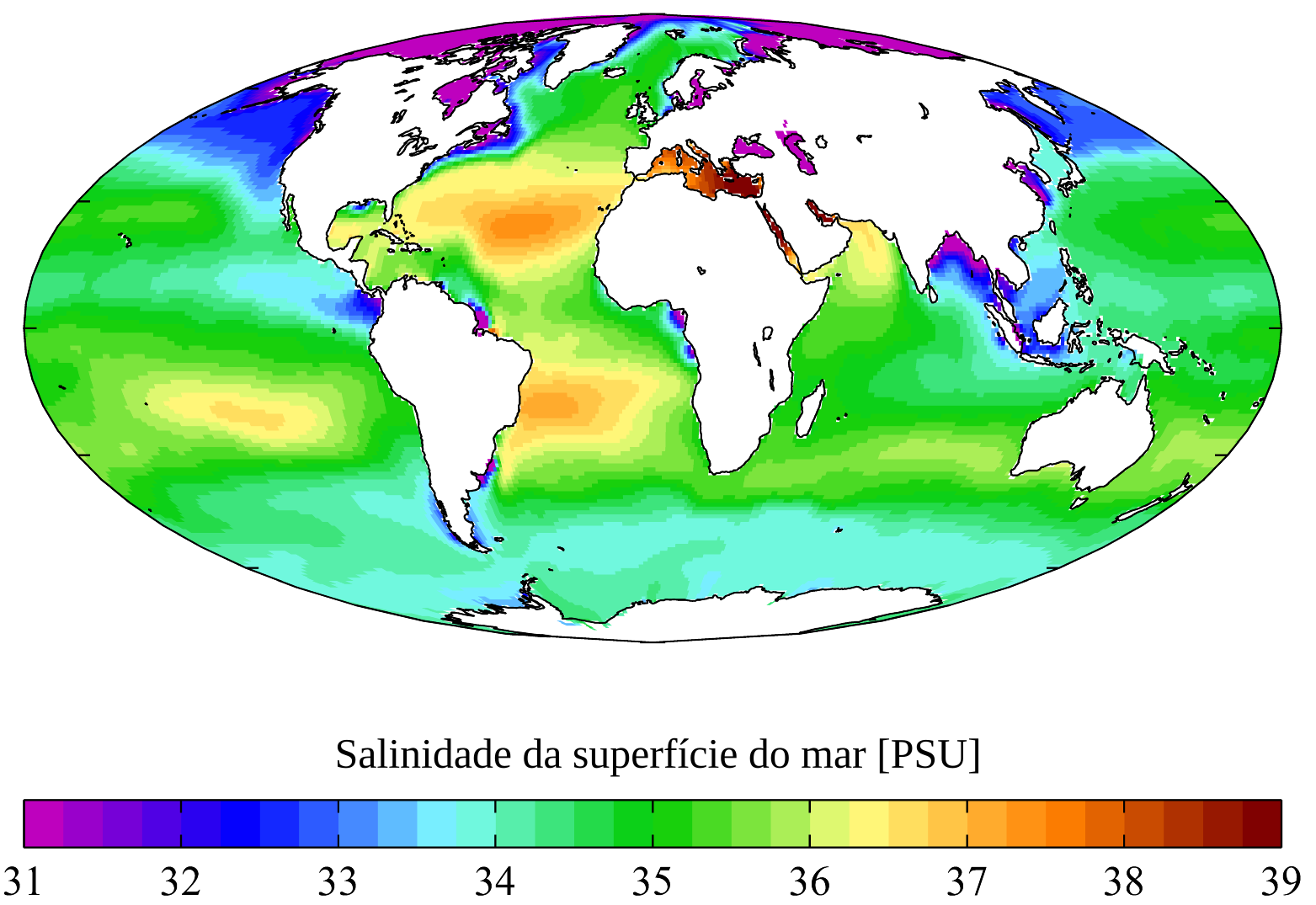
Salinidade média anual à superfície nos mares da Terra.

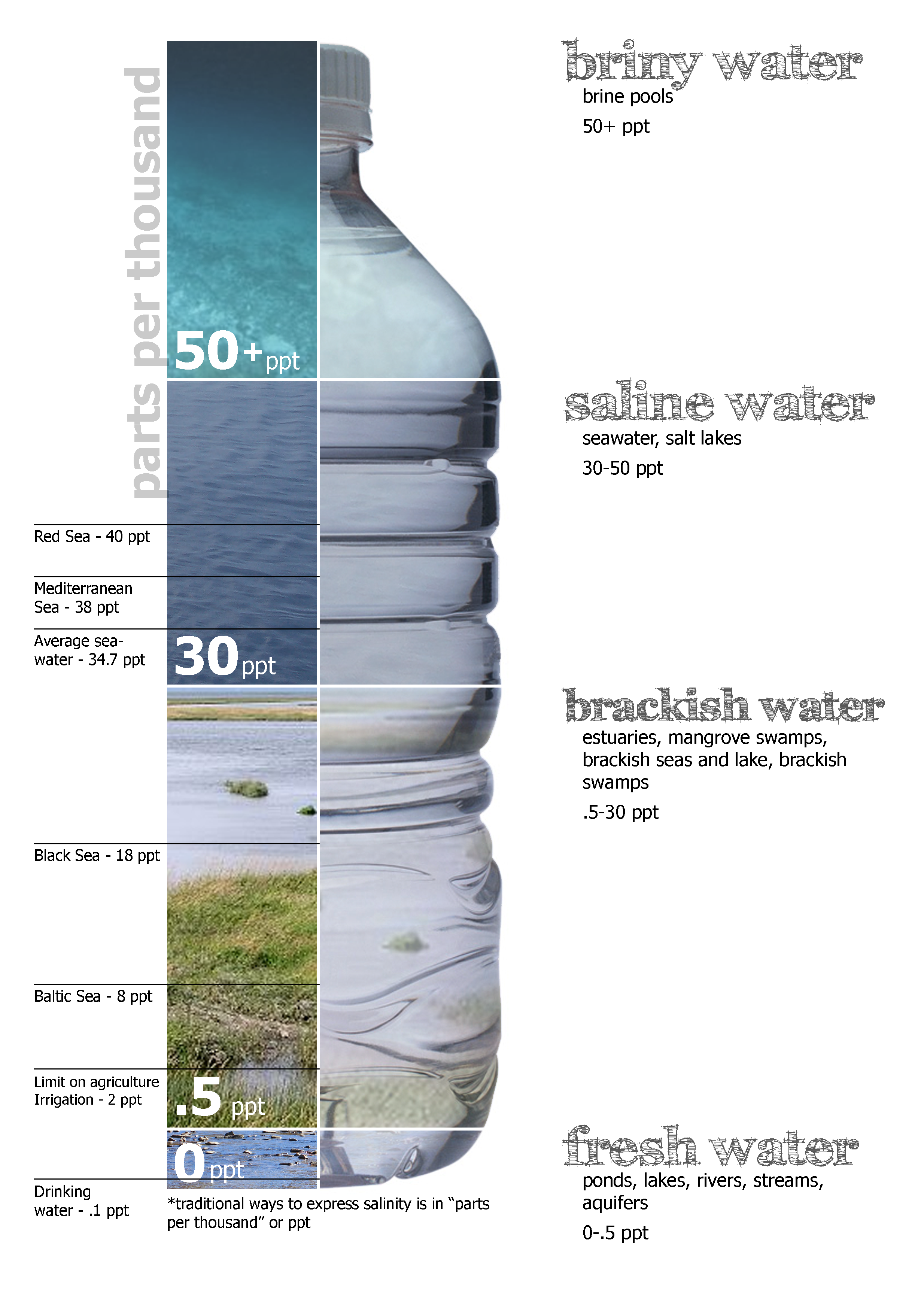
Infografia mostrando os diversos tipos de água (quanto à salinidade).

Salinidade (do latim: salinitas) é uma medida da quantidade de sais existentes em massas de água naturais, como sejam um oceano, um lago, um estuário ou um aquífero. A forma mais simples de descrever a salinidade é como a relação entre o conteúdo de sais dissolvidos em uma dada quantidade de água. Usualmente, a salinidade da água é referida como a massa de sais em uma unidade de massa de água. Por isso, a unidade actualmente mais usada é g/kg, que equivale a partes por mil, cujo símbolo é ‰. Até 2010, em trabalhos da área de oceanografia, a medida de salinidade era referida numa escala própria, conhecida por PSU (Practical Salinity Unit ou Unidade de Salinidade Prática), determinada com base na relação directa entre a condutividade eléctrica da água e a sua salinidade. Esta unidade foi adoptada quando da popularização dos sensores de salinidade que, de facto, medem a condutividade eléctrica da amostra de água e, através de sua comparação com a condutividade de uma amostra de água padrão, com composição e salinidade conhecidas, calculam a salinidade da amostra. Este tipo de sensor, acoplado a um sensor de temperatura e outro de pressão formam um CTD (Conductivity, Temperature and Depth ou Condutividade, Temperatura e Profundidade), equipamento largamente utilizado nas ciências do mar para caracterização e perfilagem de corpos d'água.
O parâmetro tem grande importância na caracterização das massas d'água, já que a salinidade influencia diversas propriedades físicas, químicas e biológicas em ambiente aquáticos, entre as quais pode-se citar a densidade, o estado de saturação de minerais carbonáticos, o tipo de fauna e flora e os potenciais usos humanos da água.

## Evolução do conceito
Ao longo do século XX e até os dias actuais, o conceito de salinidade evoluiu significativamente, seguindo os avanços tecnológicos e metodológicos da química e da física. Dada a diversidade dos sais que podem estar presentes, a interferência com outros compostos químicos e os efeitos da temperatura e pressão sobre os resultados da medição, o conceito é de definição complexa e a salinidade é difícil de ser medida de forma precisa e reprodutível. Essa complexidade levou à adopção de diferentes definições consoante o campo do saber, a tecnologia associada ou os objectivos da medição.

### Método do resíduo seco

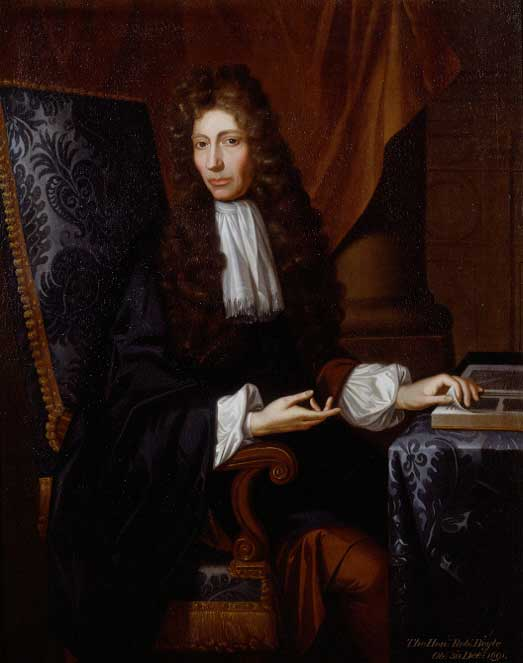
Robert Boyle em pintura de Johann Kerseboom, datada de 1689.

Ainda no século XVII, antes portanto da fundação da química moderna por Lavoisier (1743-1794), o naturalista irlandês Robert Boyle (1627-1691) propôs evaporar o conteúdo aquoso de uma amostra com massa conhecida de água do mar e medir a massa do resíduo para, a partir do rácio entre a segunda e a primeira, determinar a salinidade da solução. Assim, o conceito mais básico de salinidade pôde ser definido como a massa de material sólido dissolvido em uma unidade de massa da solução, no caso, a amostra de água em análise. Operacionalmente, contudo, sua determinação não é simples, uma vez que moléculas de água podem ficar retidas na estrutura cristalina dos sais durante a secagem e a temperatura necessária para que se evapore toda a água (480 °C) faz com que os carbonatos sejam convertidos em óxidos, os haletos sejam parcialmente vaporizados e a matéria orgânica seja convertida em dióxido de carbono (CO2).
O próprio Boyle encontrou dificuldades com o método do resíduo seco, mas atribuiu as inconsistências encontradas e a dificuldade de reprodutibilidade dos resultados a interferências da humidade do ar entre os momentos da coleta e da medida. Boyle propôs ainda um método baseado na precipitação dos sais dissolvidos na água a partir de sua reacção com a substância alquímica então conhecida por “óleo de tártaro” (presumivelmente, carbonato de potássio, K2CO3). As mesmas inconsistências foram encontradas por Luigi Ferdinando Marsigli (1658-1730), pioneiro da oceanografia física.

### Método dos sólidos inorgânicos dissolvidos (ou da clorinidade)
Na segunda metade do século XIX, a hipótese do químico suiço Alexander Marcet (1770-1822) foi confirmada pelos estudos de Dittmar (1884), baseados em mais de 70 amostras coletadas pelo H.M.S. Challenger. O resultado ficou conhecido como princípio de Marcet e atesta que existe um rácio constante entre os diversos sais dissolvidos na água do mar, independente da salinidade e da localização geográfica da amostra. Foi nesse período que se começou a pensar na determinação da salinidade das águas marinhas a partir da quantidade de algum dos iões presentes.
Na virada daquele século, com o objectivo de obter reprodutibilidade e comparabilidade nas determinações da salinidade, o Conselho Internacional para a Exploração do Mar (ICES — International Council for the Exploration of the Sea) nomeou uma comissão, presidida pelo dinamarquês Martin Knudsen (1871-1949), com o mandato de propor uma definição padronizada de salinidade e um método para a sua determinação. Em 1901, Knudsen publicou os resultados que trouxeram uma definição semelhante à definição gravimétrica anterior, com algumas considerações adicionais: 
“Salinidade é a quantidade (em gramas) de material sólido dissolvido em um quilograma de água do mar depois que (1) todo o bromo foi substituído por uma quantidade equivalente de cloro, (2) todos os carbonatos foram convertidos a óxidos e (3) toda a matéria orgânica foi destruída.”
Para se desfazer das imprecisões do método proposto por Boyle e das dificuldades impostas pela nova definição (e conhecendo o princípio de Marcet), Knudsen e seu grupo estabeleceram uma equação que relaciona a clorinidade (concentração de haletos totais) com a salinidade. Tendo utilizado amostras de água do Atlântico Norte, do Mar Báltico, do Mar do Norte e do Mar Vermelho, o grupo chegou à seguinte relação empírica:
{\displaystyle S(\%_{0})=0,030+1,805\cdot Cl(\%_{0})}
em que {\textstyle S(\%_{0})} é a salinidade e {\textstyle Cl(\%_{0})} é a clorinidade, ambas em partes por mil (‰) que é equivalente a g/kg.
A clorinidade é facilmente determinada em laboratório através da titulação de água do mar contra uma solução padrão de nitrato de prata, reacção que ficou conhecida como "titulação de Knudsen". Do procedimento, resulta a formação de precipitado branco composto por sais de prata pouco solúveis (AgCl, AgBr e AgI). Embora o procedimento laboratorial seja relativamente simples e o método apresente reprodutibilidade considerável, esta equação apresenta uma evidente contradição: observa-se que, mesmo que a clorinidade da solução seja nula, ainda haverá um resultado positivo para a salinidade. Esta discrepância se deve a características particulares da água dos rios que deságuam no Mar Báltico, de onde foram extraídas a maior parte das amostras usadas pelo grupo de Knudsen.
Para permitir a intercalibração dos diversos laboratórios ao redor do mundo, foi decidido iniciar a produção de ampôlas de vidro contendo água do mar filtrada e estabilizada, que foram inicialmente designadas por Copenhagen Normal Water, depois Copenhagen Standard Seawater e, actualmente, IAPSO Standard Seawater (Água Marinha Padrão da IAPSO). As ampôlas foram inicialmente produzidas por Martin Knudsen, até sua aposentadoria em 1948, no seu laboratório em Copenhaga, passando depois a ser produzidas em Londres sob os auspícios do IAPSO (International Association for the Physical Sciences of the Oceans), situação que se mantém até o presente.
Dado que nas águas não marinhas o rácio entre iões não é constante, para este tipo de amostra, a determinação do resíduo seco pelo método ponderal continuou a ser a forma mais segura de se determinar a sua salinidade.

### Método da condutividade eléctrica (Escala de Salinidade Prática)
Mais de 60 anos se passaram até que a imprecisão do método se tornasse incontornável e que o surgimento dos primeiros condutivímetros permitissem novos avanços. Em 1966, o JPOTS (Joint Panel on Oceanographic Tables and Standards ou Painel Conjunto sobre Tabelas e Padrões Oceanográficos), proposto pela UNESCO e formado por cientistas de diversos países, estabeleceu uma nova relação empírica entre a clorinidade e a salinidade, dada pela equação {\textstyle S(\%_{0})=1,80655\cdot Cl(\%_{0})}. O mesmo JPOTS sugeriu um novo método para calcular a salinidade, baseado na condutividade eléctrica da amostra de água do mar, quando comparada com a da “água de Copenhaga” (água padrão da IAPSO), cuja salinidade, clorinidade e condutividade são precisamente conhecidas. Esta função coincide com a função apresentada por Knudsen em amostras com salinidade 35 g/kg (correspondente a clorinidade de 19,3739 g/kg) e apresenta um erro menor do que 0,0026 g/kg para amostras com salinidade entre 32 g/kg e 38 g/kg. O resultado foi uma função polinomial de grau 5 relacionando o rácio entre as condutividades da amostra e da água padrão da IAPSO (ambas medidas a 15 °C) com a salinidade da amostra.
{\displaystyle S(\%_{0})=-0,08996+28,29720\cdot {R_{15}}^{1}+12,80832\cdot {R_{15}}^{2}-10,67869\cdot {R_{15}}^{3}+5,98624\cdot {R_{15}}^{4}-1,32311\cdot {R_{15}}^{5}}
Nesta equação, {\textstyle R_{15}} é o rácio entre a condutividade da amostra e a condutividade da água padrão da IAPSO, ambas medidas a 15 °C.
Nos primeiros anos, devido à dificuldade computacional no cálculo de polinómios de elevado grau, os oceanógrafos utilizavam longas tabelas com resultados pré-calculados para determinadas condutividades medidas e factores de correcção para medições feitas em diferentes temperaturas.
Em 1978, o mesmo painel conjunto de cientistas (JPOTS) decidiu rever a metodologia e optou-se por substituir a água padrão da IAPSO por uma solução padrão de cloreto de potássio (KCl), com 32,4356 g desse sal para cada quilograma da solução, para ter sua condutividade comparada com a condutividade da amostra de água do mar. Assim, surgiu a escala de salinidade prática, conhecida como PSS-78. Esta nova abordagem resultou também em um polinômio de grau 5 – naquele momento, já mais simples de ser operacionalizado em decorrência dos avanços computacionais e da miniaturização dessas máquinas – e seus resultados mais precisos melhoraram em pelo menos uma ordem de grandeza o cálculo de densidade da água, quando comparados com os resultados obtidos a partir da salinidade medida pelo método gravimétrico de Knudsen.
{\displaystyle S=0,0080-0,1692\cdot {K_{15}}^{0,5}+25,3851\cdot {K_{15}}^{1}+14,0941\cdot {K_{15}}^{1,5}-7,0261\cdot {K_{15}}^{2}+2,7081\cdot {K_{15}}^{2,5}}
Onde {\displaystyle K_{15}} é o rácio entre a condutividade da amostra e a condutividade da solução padrão de cloreto de potássio, ambas medidas a 15 °C e 1 atm. Quando o rácio medido em {\displaystyle K_{15}} é exactamente 1, então {\displaystyle S=35{\text{  PSU}}}, o valor médio da salinidade nas águas oceânicas.
Como se pode notar, o polinómio relaciona apenas o rácio {\displaystyle K_{15}} com a salinidade da amostra. Desta forma, o conceito de salinidade foi definitivamente desvinculado do conteúdo de sais dissolvidos e a salinidade passou a ser uma grandeza adimensional, deixando de ser representado por {\displaystyle S(\%_{0})} e passando para {\displaystyle S}. Também sua unidade tornou-se a expressão PSU (acrónimo inglês para Practical Salinity Unit, ou Unidade de Salinidade Prática), como forma de explicitar sua adimensionalidade e sua desvinculação com o conceito anterior. Sua principal vantagem sobre a equação de 1966 decorre do facto de que pequenos desvios no princípio de Marcet, observados entre as águas amostradas e a água de Copenhaga, tornam-se irrelevantes para o cálculo de densidades, etapa importante para os estudos de circulação oceânica, especialmente, em zonas de mistura de água doce e salgada e em águas profundas.
A partir desta nova abordagem, em 1980, o JPOTS desenvolveu e disponibilizou uma Equação de Estado para a Água do Mar (EOS-80, na sigla em inglês). Esta equação permite calcular a densidade da água do mar a partir de medidas de condutividade, temperatura e pressão. A equação apresenta resultados válidos dentro de uma gama de valores das variáveis ambientais maior do que os métodos anteriores. Seu sucesso entre a comunidade oceanográfica internacional está intimamente ligado ao desenvolvimento e popularização dos CTDs, equipamentos electrónicos que perfilam a coluna d’água com medidas de condutividade, temperatura e pressão (portanto, conversíveis em perfis de densidade) e que são largamente empregados nos estudos de oceanografia física e de modelagem hidrográfica. O acoplamento deste equipamento a garrafas de coleta, compondo o que se conhece por roseta oceanográfica, permite a coleta (concomitantemente à construção do perfil) de amostras de água para análise posterior em laboratório, conferindo maior robustez ao método e a possibilidade de integração com dados biológicos e de material particulado disponíveis na coluna d’água.

### Método termodinâmico
Entre 2005 e 2010, o Comitê Científico para a Pesquisa Oceanográfica (SCOR, na sigla em inglês), a Comissão Oceanográfica Intergovernamental (IOC) e a Associação Internacional das Ciências Físicas dos Oceanos (IAPSO) implementaram um grupo para realizar um novo esforço internacional com o objectivo de incorporar os avanços científicos da termodinâmica em uma nova equação de estado da água do mar. O resultado foi amplamente adoptado por outros comitês científicos da área e divulgado em 2010 na forma da Equação Termodinâmica de Estado da Água do Mar, conhecida como TEOS-10.
A equação incorpora importantes avanços tecnológicos e científicos e traz vantagens, tais como:
1. representar de forma consistente todas as propriedades termodinâmicas da água do mar (temperatura, pressão e densidade);
2. considerar a composição química da água do mar, incorporando termos para a correcção de desvios nesta composição;
3. permitir a abertura de novas áreas de pesquisa associadas com os parâmetros fundamentais da água do mar; e
4. facilitar o desenvolvimento de novas tecnologias de medida mais estáveis e requeridas nos estudos de previsão de alterações climáticas.

A nova abordagem introduziu a mais atual definição do conceito, conhecido como salinidade absoluta ({\displaystyle S_{A}}): 
“A salinidade absoluta de uma amostra de água do mar representa, dentro da maior exatidão disponível (e com certas ressalvas), a fração em massa de soluto dissolvido em uma água do mar padrão com a mesma densidade da amostra”.
Com esta definição, a salinidade de uma amostra de água voltou a estar associada à concentração de seus componentes químicos e a ser expressa em unidades de fracção em massa, isto é, em g/kg.
Para calcular a {\displaystyle S_{A}} e utilizar seu valor na TEOS-10, foi criado um factor de correcção aplicado sobre a salinidade prática (cujo símbolo foi alterado para {\displaystyle S_{P}}), obtida da EOS-80 e das medidas com CTD, que resulta num valor de salinidade de referência ({\displaystyle S_{R}}) ligeiramente maior, dado por:
{\displaystyle S_{R}({\text{g/kg}})={\frac {35,16504}{35}}\cdot S_{P}}
Este valor deve ser ainda corrigido por uma pequena parcela ({\displaystyle \delta S_{A}}) decorrente de anomalias na salinidade absoluta localmente induzidas, especialmente, pelas idiossincrasias do sistema carbonato e pela presença de nutrientes e de outros constituintes como o cálcio. A {\displaystyle S_{R}} pode então ser corrigida pela seguinte equação para fornecer a salinidade absoluta:
{\displaystyle S_{A}=S_{R}+\delta S_{A}}
Os valores de {\displaystyle \delta S_{A}} podem ser estimados de acordo com as condições de coleta e localização da amostra. Estes passos para conversão de {\displaystyle S_{P}} em {\displaystyle S_{A}} são válidos para águas com salinidade prática entre 2 e 42 e temperaturas entre -2 °C e 35 °C.
A TEOS-10, finalmente, é uma função bastante complexa que relaciona a densidade da amostra de água com a sua salinidade absoluta, a temperatura e a pressão da coluna d’água. Essa função está disponibilizada em www.teos-10.org na forma de pacotes em linguagem FORTRAN e MATLAB para ser implementada na prática cotidiana empregando os seguintes dados de entrada: salinidade prática, latitude, longitude e pressão manométrica. Pode, portanto, ser utilizada com medições feitas com CTD e GPS.

## Efeitos da salinidade
O grau de salinidade nos oceanos é uma forçante da circulação oceânica, uma vez que a densidade da água varia em função da salinidade e temperatura e que as diferenças de densidade (e, portanto, de flutuabilidade) são responsáveis por movimentos verticais e de mistura de massas d’água. Para além de ter um papel importante nos movimentos e na mistura das massas de água, devido ao seu efeito na densidade, sais dissolvidos na água condicionam a fisiologia dos organismos que ali vivem. Ademais, a remoção de sal da água é um processo caro e o conteúdo de sal é um importante factor para a determinação dos potenciais usos da água, tal como a potabilidade para humanos, animais ou mesmo para agricultura.
O adjectivo relacionado com a salinidade é halino, uma vez que o principal íão encontrado na água do mar é o cloreto, um ânion de um halogéneo. Deste adjectivo, surgiram as palavras halófitas (plantas que vivem em água salgada), estrutura termohalina (relativa à distribuição da temperatura e salinidade numa determinada região do oceano) e outras.

### Circulação termohalina
A circulação oceânica superficial é forçada, principalmente, pela transferência de energia dos ventos para a superfície da água. Abaixo desta camada superficial, não mais espessa do que algumas centenas de metros, as principais forças responsáveis pela movimentação da água derivam da rotação da Terra, do relevo das bacias oceânicas e das diferenças de densidade e pressão entre massas d’água.
Nas regiões de altas latitudes do Atlântico, em torno da Groenlândia e da Antárctica, as baixas temperaturas da água, combinadas com o incremento de salinidade derivado da formação de gelo no inverno, são responsáveis pela formação de massas d’água que afundam em direção à bacia oceânica e mantem-se praticamente isoladas da superfície por período da ordem de milhares de anos até aflorarem no Pacífico Norte.
A circulação profunda transporta calor, sais, oxigénio e dióxido de carbono das altas latitudes para todo o oceano e tem importantes consequências, como sejam:
1. o contraste entre as frias e densas águas profundas com as quentes águas superficiais determina a estratificação dos oceanos, que influencia fortemente a sua dinâmica;
2. o volume de água no oceano profundo é muito superior ao volume das águas superficiais. Por isso, embora as velocidades das correntes profundas sejam muito menores do que das correntes superficiais, as quantidades de material e energia transportados são comparáveis entre as duas camadas; e
3. os fluxos de calor transportados pela circulação termohalina influenciam o clima da Terra em escalas temporais que podem variar de décadas a milênios.

### Considerações ambientais
A salinidade é um importante factor ecológico que influencia a comunidade biológica que habita um corpo d’água. Por exemplo, a salinidade da água determina quais espécies vegetais ocupam o leito submerso ou mesmo áreas emersas vizinhas a um corpo d’água. Plantas adaptadas a viver sob condições de alta salinidade são conhecidas como halófitas. Este é o caso das gramas marinhas. Outras espécies, tais como aquelas encontradas em manguezais, comuns em estuários tropicais, são adaptadas a viver em condições de salinidade variável em ciclos diários e/ou sazonais e, por isso, são chamadas eurihalinas. A adaptação destas plantas ao estresse causado pela salinidade envolve peculiaridades fisiológicas, caminhos metabólicos e configurações genéticas.
Ao longo de sua história evolutiva, também vertebrados marinhos, como mamíferos e répteis marinhos que evoluíram de antepassados adaptados ao ambiente terrestre, desenvolveram adaptações à vida em ambiente salino. Dentre essas adaptações, pode-se citar a glândula de sal da iguanas marinhas das Ilhas Galápagos e os corpos fusiformes e cobertos de gordura de golfinhos e baleias.

## Salinidade de águas
A água dos oceanos da Terra tem uma salinidade média aproximada de 35 g/kg. Considera-se água salobra aquela que tem salinidades entre 0,5 e 30 g/kg. Desta maneira, a "água doce" pode ter uma salinidade entre 0 e 0,5 g/kg. No entanto, esta salinidade pode ser devida a compostos químicos muito diferentes daqueles encontrados na água do mar.
Classificação dos ambientes costeiros quanto a salinidade (Sistema de Veneza):
- oligohalino;
- mesohalino;
- polihalino;
- euhalino.

Os íões de sódio, potássio, cálcio, magnésio, cloro, sulfato e bicarbonato são os maiores contribuintes para a salinidade da água na superfície da Terra. Os métodos de detecção utilizados são o salinómetro indutivo, os eléctrodos específicos e os refractómetros. A salinidade em alguns oceanos e mares é a seguinte: [carece de fontes?]
- Oceano Atlântico: 35,4 g/kg
- Oceano Índico: 34,8 g/kg
- Oceano Pacífico: 34,5 g/kg
- Mar Báltico: 8 g/kg
- Baía de Kiel (Alemanha): 15 g/kg
- Golfo da Finlândia e golfo da Bótnia: 1 g/kg
- Mar do Norte: 35 g/kg
- Mar Mediterrâneo: 37,4 g/kg
- Mar Negro: 17 g/kg
- Golfo Pérsico: 40 g/kg
- Mar Vermelho: 40 g/kg
- Mar Cáspio: 13 g/kg
- Mar Morto: 270 g/kg (em média)
- Mar Morto: 326,6 g/kg (a 50 metros de profundidade)
- Mar de Aral: 348 g/kg (em média, salinidade mais alta do mundo)
- Mar de Aral: 388 g/kg (a 20 metros de profundidade)